# 말론 브란도
말론 브란도 주니어(영어: Marlon Brando, Jr. 말런 브랜도[*], 1924년 4월 3일 ~ 2004년 7월 1일)는 미국의 전설적인 배우로, 20세기 대중 문화의 상징적인 인물 중 한 명이다. 메소드 연기 도입의 선구자로, 후대의 연기론에 큰 영향을 끼쳤다.
60년간 커리어를 지속하며 아카데미 남우주연상 2회, 골든 글로브 남우주연상 2회, 칸 영화제 남우주연상 1회, 영국 아카데미 남우주연상 3회 등을 수상했다. 1950년대에 강한 정신적 기술을 강조한 조직적 스타일의 연기로 인기를 끌면서 《워터프론트》에서 테리 맬로이 역할과 《대부》에서 비토 코를레오네 역할로 두 번의 아카데미 남우주연상 수상과 브란도의 가장 대표적인 역할로 인정받는다. 1999년, 타임지가 선정한 '세기의 배우'로 선정되었다.

## 생애
그의 원래 성은 브란다우(Brandau)로 네브래스카주 오마하에서, 판매원인 아버지와 배우였던 어머니 사이에서 태어났다. 1944년에 브로드웨이에 데뷔하였다. 1947년 《욕망이라는 이름의 전차》에서 스탠리 코왈스키 역을 맡으면서 명성을 얻었으며, 1951년 동명의 영화판(엘리아 카잔 감독)에서도 같은 역을 맡았다.
영화 배우로서 첫 데뷔작은 《사나이》(The Man, 1950)이다. 그의 초기 출연작으로는 《사나운 인간》(The Wild One, 1953), 《8월 달의 찻집》(The Teahouse of the August Moon, 1956)과 《젊은 사자들》(1958)을 포함한다.
프랜시스 포드 코폴라 감독의 작품 《대부》의 비토 코를레오네 역과 《지옥의 묵시록》의 월터 E. 커츠 대령 역으로 유명하며, 1978년 리처드 도너 감독의 《슈퍼맨》에서 슈퍼맨의 아버지 조 엘 역을 맡아 세계의 주목을 받게 되었다.
1960년대와 1970년대에 브란도는 아프리카계 미국인과 미 원주민을 위한 인권 운동에 후원한 자유주의 정치 활동을 펼치기도 하였다. 뿐만 아니라 자신의 양성애 성향도 숨기지 않았으며 성소수자 인권운동을 옹호하는 발언을 하기도 하였다.
그의 다른 출연작으로는 《파리에서의 마지막 탱고》(Last Tango in Paris, 1973), 《돈 쥬앙》(Don Juan DeMarco, 1995), 《모로 박사의 섬》(The Island of Dr. Moreau, 1996), 《스코어》(The Score, 2001) 등이 있다.
그의 저서로는 자서전〈나의 어머니가 나에게 가르쳐 준 노래들(Songs My Mother Taught Me)〉(1994)이 있다. 2004년 7월 1일 폐섬유증, 울혈성 심부전 등으로 로스앤젤레스에서 사망하였다.

## 주요 선정
- 타임지 선정 20세기 가장 영향력 있는 인물 100인 - 배우 단독 선정
- LIFE지 선정 20세기 가장 영향력 있는 미국인 - 배우 단독 선정
- AFI 선정 가장 위대한 남배우 4위
- 기네스 기록 - 영화 출연료 100만 달러를 돌파한 최초의 배우

## 출연 작품
- 욕망이라는 이름의 전차 (1951) - 스탠리 역
- 혁명아 자파타 (1952) - 에밀리아노 사파타 역
- 줄리어스 시저 (1953)
- 워터프론트 (1954)
- 아가씨와 건달들 (1955)
- 8월 달의 찻집 (1956)
- 사요나라 (1957)
- 젊은 사자들 (1958)
- 애꾸눈 잭 (1961, 연출 겸 주연)
- 어글리 아메리칸 (1963)
- 홍콩에서 온 백작부인 (1967)
- 대부 (1972) - 비토 코를레오네 역
- 파리에서의 마지막 탱고 (1972)
- 슈퍼맨 (1978) - 조 엘 역
- 지옥의 묵시록 (1979)
- 백색의 계절 (1989)
- 돈 쥬앙 (1995)
- 프리 머니 (1998)
- 스코어 (2001)

## 수상 경력
- 1952년 제5회 칸 영화제 남우주연상
- 1953년 제6회 영국아카데미시상식 외국부문 남우주연상
- 1954년 제7회 영국아카데미시상식 외국부문 남우주연상
- 1954년 제19회 뉴욕비평가협회상 남우주연상
- 1955년 제12회 골든글로브시상식 드라마부문 남우주연상
- 1955년 제8회 영국아카데미시상식 외국부문 남우주연상
- 1955년 제27회 아카데미시상식 남우주연상
- 1957년 다비드 디 도나텔로 외국남자배우상
- 1958년 로렐어워즈 드라마틱한 남자배우상
- 1972년 캔자스시티비평가협회상 남우주연상
- 1973년 제30회 골든글로브시상식 드라마부문 남우주연상
- 1973년 제45회 아카데미시상식 남우주연상
- 1973년 제38회 뉴욕비평가협회상 남우주연상
- 1974년 제8회 전미비평가협회상 남우주연상
- 1979년 제31회 에미상 TV영화/미니시리즈부문 남우조연상
- 1989년 제11회 도쿄국제영화제 남우주연상